# Graveson
Graveson är en kommun i departementet Bouches-du-Rhône i regionen Provence-Alpes-Côte d'Azur i sydöstra Frankrike. Kommunen ligger i kantonen Châteaurenard som ligger i arrondissementet Arles. År 2022 hade Graveson 4 743 invånare.

## Befolkningsutveckling
| Befolkningsutvecklingen i Graveson 1968–2021 | Befolkningsutvecklingen i Graveson 1968–2021 | Befolkningsutvecklingen i Graveson 1968–2021 | Befolkningsutvecklingen i Graveson 1968–2021 | Befolkningsutvecklingen i Graveson 1968–2021 |
| -------------------------------------------- | -------------------------------------------- | -------------------------------------------- | -------------------------------------------- | -------------------------------------------- |
|                                              |                                              |                                              |                                              |                                              |
| År                                           |                                              |                                              | Folkmängd                                    |                                              |
| 1968                                         | 1968                                         |                                              | 2 024                                        |                                              |
| 1975                                         | 1975                                         |                                              | 2 134                                        |                                              |
| 1982                                         | 1982                                         |                                              | 2 276                                        |                                              |
| 1990                                         | 1990                                         |                                              | 2 752                                        |                                              |
| 1999                                         | 1999                                         |                                              | 3 188                                        |                                              |
| 2007                                         | 2007                                         |                                              | 3 797                                        |                                              |
| 2015                                         | 2015                                         |                                              | 4 838                                        |                                              |
| 2021                                         | 2021                                         |                                              | 4 791                                        |                                              |